# Georges de La Tour

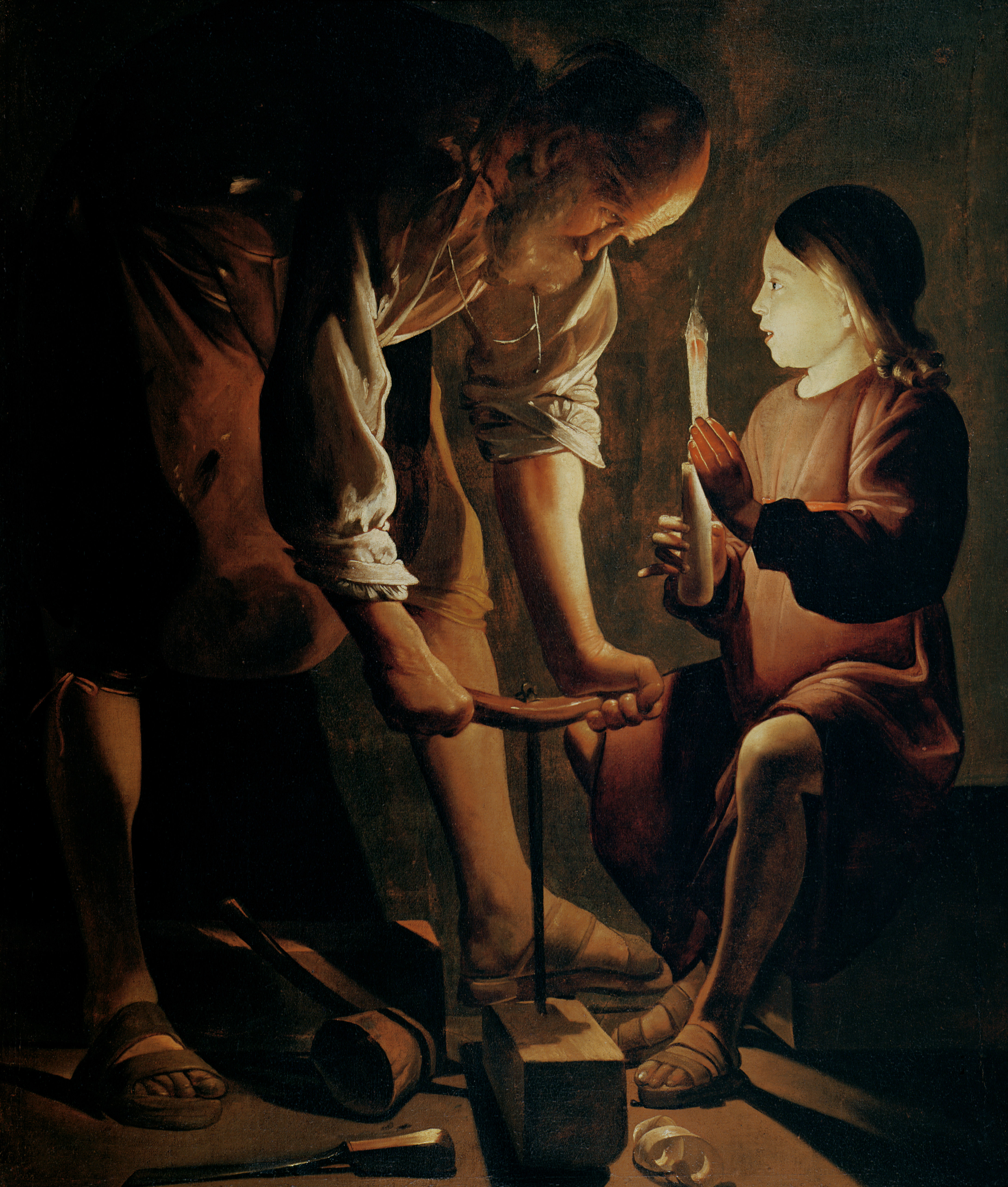
Georges de La Tour - "Josef med Jesusbarnet i timmermansverkstaden" (1645). Louvren, Paris.

Georges de La Tour, född 14 mars 1593 i Vic-sur-Seille, Frankrike, död 30 januari 1652 i Lunéville, var en fransk målare under barocken. Hans målningar kännetecknas av en driven användning av klärobskyr.

## Biografi
La Tour var verksam för hertigen av Lothringen och för den franske kungen Ludvig XIV, vars hovmålare han blev 1646. Utformandet av La Tours bilder indikerar att han företagit resor till Nederländerna och Italien och där inspirerats av Rembrandts respektive Caravaggios betoning av klärobskyr, det vill säga ljusdunkelmåleri. 
La Tours hela produktion omfattar inte ens tjugo målningar, och han återupptäcktes först i början av 1900-talet. Hans verk omfattar religiösa historiemålningar och genrebilder, vilka alla skapats som nattbilder. Hans målningar kännetecknas av kompositioner med ett fåtal stora figurer som i regel placerats i bildens förgrund och kontrastrik ljus- och skuggbehandling.
I målningen Josef med Jesusbarnet i timmermansverkstaden möter ett ovanligt motiv. Det är inte särskilt ofta som den helige Josef och Jesusbarnet påträffas i bildkonsten utan att jungfru Maria är närvarande. Denna suggestiva nattbild, som kännetecknas av en mästerlig färghållning och ljusföring, är en blandning av religiös historia och genrebild. La Tour har till exempel avstått från att förse gestalterna med helgonglorior och i stället ger han en helt "världslig" skildring av arbetet i verkstaden. Bilden får en mångbottnad kristen och ikonografisk innebörd med tanke på att Jesus kallar sig själv "Världens Ljus" (Joh. 8:12).

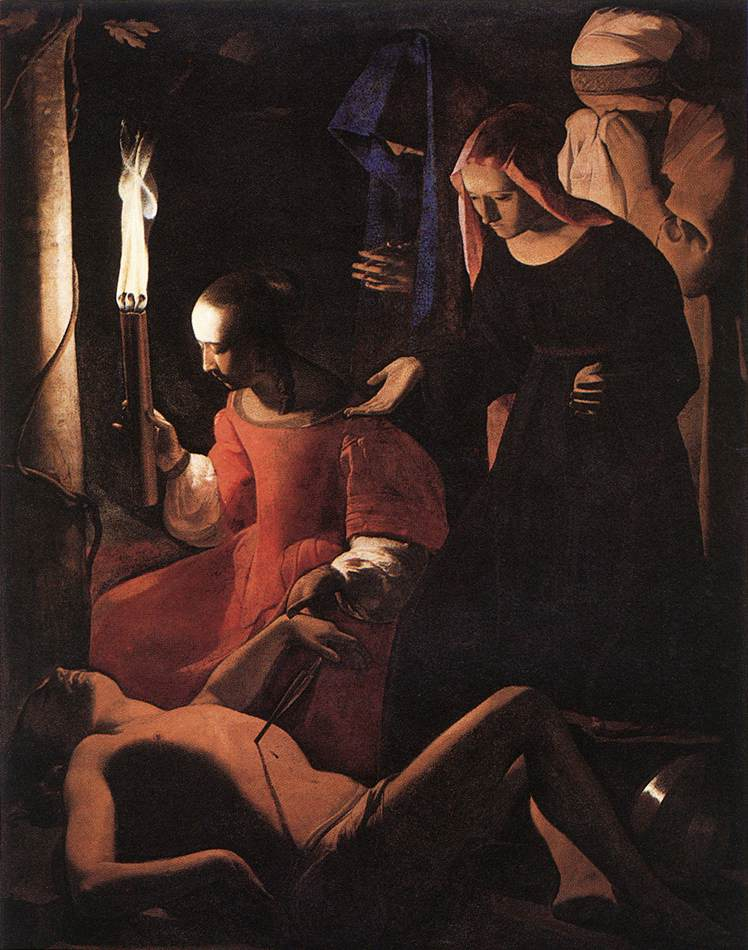
Georges de La Tour - "Sankta Irene med den sårade Sankt Sebastian" (cirka 1649). Louvren, Paris.

## Verk (urval)
- Den helige Hieronymus botgörande (ca 1630)
- Positivhalaren (1631-1635)
- Falskspelarna (ca 1635)
- Den mediterande Maria Magdalena (ca 1640)
- Sankta Irene med den sårade Sankt Sebastian (ca 1649)
- Sankt Josefs dröm (ca 1640)
- Josef med Jesusbarnet i timmermansverkstaden (1645)
- Petri tårar (1645)

## Källhänvisningar
1. ↑  "Georges de La Tour". NE.se. Läst 20 januari 2015.